# Humboldt (Iowa)
Humboldt is een plaats (city) in de Amerikaanse staat Iowa, en valt bestuurlijk gezien onder Humboldt County.

## Demografie
Bij de volkstelling in 2000 werd het aantal inwoners vastgesteld op 4452. In 2006 is het aantal inwoners door het United States Census Bureau geschat op 4390, een daling van 62 (-1,4%).

## Geografie
Volgens het United States Census Bureau beslaat de plaats een oppervlakte van 12,4 km², waarvan 12,0 km² land en 0,4 km² water. Humboldt ligt op ongeveer 328 m boven zeeniveau.

## Plaatsen in de nabije omgeving
De onderstaande figuur toont nabijgelegen plaatsen in een straal van 16 km rond Humboldt.

## Geboren
- Christian Clemenson (1958), acteur